# FK Luch Vladivostok
Maillots
Le Luch Vladivostok (russe : «Луч» Владивосток — Loutch Vladivostok) est un club de football russe basé à Vladivostok fondé en 1952 et disparu en 2020. Il est également connu sous le nom Luch-Energia entre 2003 et 2018.
Principal représentant de l'Extrême-Orient russe sur le plan footballistique avec le SKA-Khabarovsk, le Luch prend ainsi régulièrement part aux compétitions professionnelles russes, ayant notamment évolué quatre saisons en première division en 1993 puis de 2006 à 2008.
Les couleurs principales du club sont le jaune et le bleu. Son symbole est le tigre de Sibérie, notamment arboré sur son logo, ce qui vaut à ses joueurs le surnom Tigry (russe : тигры, les tigres).

## Histoire

### Période soviétique (1952-1991)
Le club est fondé en 1952 à l'entreprise locale ERA (russe : ЭРА, abréviation d'« ЭлектроРадиоАвтоматика » pour ElektroRadioAvtomatika). Il est alors nommé Luch (russe : Луч, signifiant « rayon ») et évolue dans un premier temps au niveau local, remportant notamment le championnat du Primorié cinq fois entre 1952 et 1957, principalement face au Dinamo Vladivostok, le deuxième grand club municipal. À l'automne 1957, les autorités locales décident d'opposer le Luch et le Dinamo pour déterminer l'équipe qui représentera la ville dans le championnat professionnel soviétique. La première rencontre se conclut sur un match nul et vierge tandis que la deuxième voit le Luch l'emporter 1-0. L'équipe est ainsi inscrite dans le championnat professionnel soviétique où elle fait ses débuts le 2 mai 1958, date parfois retenue pour marquer la fondation effective du club. Elle devient alors la troisième à représenter la ville de Vladivostok après le Soudostroïtel et le Dinamo.
Placé au sein de la sixième zone de la deuxième division soviétique, sa première saison la voit atteindre la cinquième place, à six points du SKA-Khabarovsk et d'une qualification pour la phase finale. Les exercices suivants sont cependant plus décevant avec une quatorzième et dernière place en 1959 puis une dixième position l'année suivante. Le club retrouve une dynamique positive à partir de la saison 1961, terminant cette fois troisième à quatre points du premier, une performance qu'il réitère également l'année suivante. La réorganisation des championnats soviétiques à ce moment-là voit cependant le Luch être relégué au troisième échelon en fin d'exercice. Cela n'affecte pourtant pas ses performances et après deux saisons parmi les premières places, le club parvient finalement à remporter la sixième zone à l'issue de la saison 1965 et, bien qu'ayant été défait lors de la phase finale par le Baltika Kaliningrad et le Rubin Kazan, retrouve ainsi la deuxième division dans la foulée.
L'équipe est alors assignée au sein du troisième groupe, où elle atteint la cinquième place en 1966 et en 1967. Les deux années suivants sont cependant plus difficiles, avec une treizième place en 1968 suivie d'une dix-septième position à l'issue de l'exercice suivant, qui débouche finalement sur sa relégation après quatre saisons au deuxième échelon. Les années suivants cette descente sont assez compliquée, le club ne parvenant pas à dépasser la huitième place entre 1970 et 1973. Il connaît ensuite une période plus positive entre 1974 et 1979 avec plusieurs classements parmi les cinq premiers des sixième et cinquième zones. Assigné à partir de 1980 à la quatrième zone, le Luch y devient un acteur régulier du milieu de classement, bien que terminant second en 1984 derrière le Geolog Tioumen. Après une sixième place à l'issue de la saison 1989, le club est finalement réassigné au sein de la nouvelle quatrième division professionnelle à partir de 1990, où il passe deux saisons en milieu de tableau.

### Période russe (depuis 1992)
Après la dissolution de l'Union soviétique, le club est intégré au sein du groupe Est de la nouvelle deuxième division russe lors de la saison 1992. Il termine premier du groupe en fin d'exercice et accède à la première division pour la première fois de son histoire pour la saison 1993. Terminant quinzième à l'issue de l'exercice, il échappe à la relégation directe mais doit finalement s'incliner au terme des barrages de relégation où il termine quatrième du groupe de barragiste à égalité avec le Dinamo-Gazovik Tioumen qui l'emporte cependant au nombre de victoires remportées, signant la descente de l'équipe à la fin de l'année.
Retrouvant ainsi la deuxième division, qui est passée entre-temps abandonnée le format par groupes, le Luch échoue à lutter pour une éventuelle remontée, terminant douzième en 1994. L'exercice suivant est plus prometteur avec sixième position, loin cependant des places de promotion, mais cette dynamique ne dure pas et l'équipe retombe à la quinzième place en 1996 avec de finir vingt-deuxième et large dernier à l'issue de la saison 1997, amenant à sa relégation en troisième division. Assigné dans le groupe Est, le club connaît un passage à vide entre 1998 et 2002 qui le voit stagner en milieu de tableau sans parvenir à lutter pour la promotion. À la veille de l'exercice 2003, le Luch signe un partenariat avec l'entreprise de distribution d'énergie Dalenergo, qui débouche notamment sur un renommage de l'équipe qui devient le Luch-Energia. Par la suite le reste de la saison la voit dominer le groupe et terminer aisément première, signant son retour en deuxième division après six années au troisième niveau.
Après une saison 2004 voyant le club parvenir à se maintenir à la faveur d'une quatorzième place, notamment aidé par le recrutement de l'entraîneur Sergueï Pavlov au mois de juillet, celui-ci connaît une année 2005 exceptionnelle marquée par une domination nette de l'équipe qui l'emporter largement avec un total de 92 points en 42 matchs, comptant ainsi six points d'avance sur son dauphin le Spartak Naltchik et huit sur le premier non-promu, assurant ainsi son retour en première division après treize années d'absence. Elle continue par la suite sur sa lancée au sein de l'élite en 2006 en se maintenant très facilement et luttant même pendant un temps pour les places européennes, finissant ainsi septième à cinq points d'une qualification en Coupe Intertoto. L'exercice suivant est cependant plus décevant, le club luttant cette fois activement pour son maintien, qu'il finit par obtenir face au Kouban Krasnodar à la faveur des victoires remportées. Le départ de Pavlov à l'issue de l'année et son remplacement par Zoran Vulić ne permettent cependant pas à l'équipe de s'améliorer et celle-ci termine la saison 2008 en dernière position.
À la suite de cette relégation, le Luch-Energia connaît une période difficile le voyant stagner en milieu de classement sans pouvoir prétendre à une éventuelle remontée. Celle-ci aboutit ainsi à la relégation du club à l'été 2012 après avoir fini dix-septième. Il se reprend cependant l'année suivante en remportant le groupe Est de troisième division pour une remontée directe. Après une saison 2013-2014 prometteuse le voyant atteindre la huitième place, à six points d'un éventuel barrage de promotion, l'équipe n'arrive cependant pas à continuer sur sa lancée et connaît une chute progressive au classement qui aboutit à deux relégations sportives en 2017 puis en 2018, bien que parvenant à chaque fois à se maintenir en raison des retraits d'autres équipes qui amènent finalement à son repêchage dans les deux cas. À l'aube de la saison 2018-2019, le club reprend son nom historique Luch au mois de juillet 2018. Se classant seizième du championnat 2019-2020 après son arrêt anticipé, le Luch se retire de la compétition et perd dans la foulée son statut professionnel en fin de saison après le retrait de son financement par le kraï du Primorié dans le cadre de la lutte contre la pandémie de Covid-19 en Russie. Les activités du club cessent par la suite et sa mise en faillite est officiellement prononcée le 10 mars 2021.

## Bilan sportif

### Palmarès
- Championnat de Russie de deuxième division
  - Champion : 1992 (zone Est) et 2005.

- Championnat de Russie de troisième division
  - Champion : 2003 (zone Est) et 2013 (zone Est).

### Classements en championnat
La frise ci-dessous résume les classements successifs du club en championnat d'Union soviétique.
La frise ci-dessous résume les classements successifs du club en championnat de Russie.

### Bilan par saison
Légende
- Promotion en division supérieure
- Relégation en division inférieure

#### Période soviétique
| Saison | Championnat | Championnat | Championnat | Championnat | Championnat | Championnat | Championnat | Championnat | Championnat | Championnat | Coupe d'URSS        |
| Saison | Division    | Pos         | Pts         | J           | V           | N           | D           | BP          | BC          | Diff        | Coupe d'URSS        |
| ------ | ----------- | ----------- | ----------- | ----------- | ----------- | ----------- | ----------- | ----------- | ----------- | ----------- | ------------------- |
| 1958   | 2e Zone 6   | 5e          | 29          | 26          | 12          | 5           | 9           | 39          | 28          | +11         | Premier tour Q      |
| 1959   | 2e Zone 7   | 14e         | 11          | 26          | 5           | 1           | 20          | 25          | 50          | -25         | —                   |
| 1960   | 2e Zone 5   | 10e         | 20          | 26          | 8           | 4           | 14          | 24          | 31          | -7          | Troisième tour Q    |
| 1961   | 2e Zone 6   | 3e          | 32          | 24          | 13          | 6           | 5           | 42          | 27          | +15         | Premier tour        |
| 1962   | 2e Zone 5   | 3e          | 36          | 28          | 14          | 8           | 6           | 42          | 33          | +9          | Premier tour Q      |
| 1963   | 3e Zone 5   | 4e          | 35          | 28          | 13          | 9           | 6           | 50          | 27          | +23         | Premier tour Q      |
| 1964   | 3e Zone 6   | 6e          | 36          | 34          | 11          | 14          | 9           | 31          | 22          | +9          | Troisième tour Q    |
| 1965   | 3e Zone 6   | 1er         | 51          | 36          | 20          | 11          | 5           | 56          | 26          | +30         | —                   |
| 1966   | 2e Groupe 3 | 5e          | 38          | 34          | 16          | 6           | 12          | 40          | 27          | +13         | Premier tour Q      |
| 1967   | 2e Groupe 3 | 5e          | 44          | 36          | 16          | 12          | 8           | 38          | 27          | +11         | Deuxième tour       |
| 1968   | 2e Groupe 4 | 13e         | 41          | 40          | 14          | 13          | 13          | 36          | 37          | -1          | Deuxième tour       |
| 1969   | 2e Groupe 2 | 17e         | 32          | 34          | 10          | 12          | 12          | 28          | 39          | -11         | Huitièmes de finale |
| 1970   | 3e Zone 3   | 10e         | 45          | 42          | 16          | 13          | 13          | 35          | 33          | +2          | Seizièmes de finale |
| 1971   | 3e Zone 6   | 12e         | 50          | 38          | 12          | 14          | 12          | 37          | 38          | -1          | —                   |
| 1972   | 3e Zone 7   | 10e         | 30          | 40          | 8           | 14          | 18          | 24          | 44          | -20         | —                   |
| 1973   | 3e Zone 7   | 8e          | 29          | 30          | 14          | 7           | 9           | 37          | 26          | +11         | —                   |
| 1974   | 3e Zone 5   | 4e          | 45          | 34          | 19          | 7           | 8           | 68          | 33          | +35         | —                   |
| 1975   | 3e Zone 5   | 3e          | 41          | 34          | 17          | 7           | 10          | 42          | 29          | +13         | —                   |
| 1976   | 3e Zone 5   | 5e          | 39          | 34          | 17          | 11          | 9           | 48          | 33          | +15         | —                   |
| 1977   | 3e Zone 6   | 4e          | 46          | 38          | 19          | 8           | 11          | 48          | 40          | +8          | —                   |
| 1978   | 3e Zone 6   | 9e          | 42          | 40          | 15          | 12          | 13          | 55          | 50          | +5          | —                   |
| 1979   | 3e Zone 6   | 3e          | 52          | 40          | 22          | 8           | 10          | 69          | 38          | +31         | —                   |
| 1980   | 3e Zone 4   | 10e         | 35          | 44          | 12          | 11          | 21          | 40          | 60          | -20         | —                   |
| 1981   | 3e Zone 4   | 6e          | 35          | 32          | 15          | 5           | 12          | 50          | 37          | +13         | —                   |
| 1982   | 3e Zone 4   | 7e          | 29          | 28          | 11          | 7           | 10          | 35          | 28          | +7          | —                   |
| 1983   | 3e Zone 4   | 5e          | 29          | 26          | 11          | 7           | 8           | 33          | 34          | -1          | —                   |
| 1984   | 3e Zone 4   | 2e          | 36          | 26          | 15          | 6           | 5           | 41          | 21          | +20         | —                   |
| 1985   | 3e Zone 4   | 9e          | 27          | 26          | 11          | 5           | 10          | 31          | 31          | 0           | —                   |
| 1986   | 3e Zone 4   | 13e         | 19          | 26          | 4           | 11          | 11          | 15          | 32          | -17         | Deuxième tour       |
| 1987   | 3e Zone 4   | 15e         | 15          | 28          | 5           | 5           | 18          | 15          | 58          | -43         | —                   |
| 1988   | 3e Zone 4   | 11e         | 29          | 30          | 10          | 9           | 11          | 27          | 37          | -10         | —                   |
| 1989   | 3e Zone 4   | 6e          | 42          | 36          | 18          | 6           | 12          | 50          | 38          | +12         | —                   |
| 1990   | 4e Zone 10  | 5e          | 34          | 28          | 10          | 14          | 4           | 31          | 21          | +10         | —                   |
| 1991   | 4e Zone 10  | 8e          | 40          | 34          | 15          | 10          | 9           | 37          | 28          | +9          | —                   |

#### Période russe
| Saison    | Championnat | Championnat | Championnat | Championnat | Championnat | Championnat | Championnat | Championnat | Championnat | Championnat | Coupe de Russie     |
| Saison    | Division    | Pos         | Pts         | J           | V           | N           | D           | BP          | BC          | Diff        | Coupe de Russie     |
| --------- | ----------- | ----------- | ----------- | ----------- | ----------- | ----------- | ----------- | ----------- | ----------- | ----------- | ------------------- |
| 1992      | 2e Est      | 1er         | 44          | 30          | 20          | 4           | 6           | 44          | 14          | +30         | —                   |
| 1993      | 1er         | 15e         | 29          | 34          | 11          | 7           | 16          | 29          | 56          | -27         | Troisième tour      |
| 1994      | 2e          | 12e         | 41          | 42          | 15          | 11          | 16          | 44          | 53          | -9          | —                   |
| 1995      | 2e          | 6e          | 66          | 42          | 20          | 6           | 16          | 51          | 48          | +3          | Deuxième tour       |
| 1996      | 2e          | 15e         | 54          | 42          | 14          | 12          | 16          | 39          | 49          | -10         | Troisième tour      |
| 1997      | 2e          | 22e         | 21          | 42          | 3           | 12          | 27          | 23          | 76          | -53         | —                   |
| 1998      | 3e Est      | 7e          | 48          | 30          | 14          | 6           | 10          | 42          | 24          | +18         | Quatrième tour      |
| 1999      | 3e Est      | 7e          | 49          | 30          | 14          | 7           | 9           | 43          | 32          | +11         | Troisième tour      |
| 2000      | 3e Est      | 4e          | 39          | 24          | 12          | 3           | 9           | 41          | 26          | +15         | Deuxième tour       |
| 2001      | 3e Est      | 8e          | 37          | 28          | 9           | 10          | 9           | 31          | 29          | +2          | Quatrième tour      |
| 2002      | 3e Est      | 6e          | 51          | 30          | 15          | 6           | 9           | 51          | 34          | +17         | Premier tour        |
| 2003      | 3e Est      | 1er         | 52          | 24          | 16          | 4           | 4           | 53          | 23          | +30         | Premier tour        |
| 2004      | 2e          | 14e         | 56          | 42          | 15          | 11          | 16          | 50          | 50          | 0           | Troisième tour      |
| 2005      | 2e          | 1er         | 92          | 42          | 27          | 11          | 4           | 81          | 32          | +49         | Cinquième tour      |
| 2006      | 1re         | 7e          | 41          | 30          | 12          | 5           | 13          | 37          | 39          | -2          | Huitièmes de finale |
| 2007      | 1re         | 14e         | 32          | 30          | 8           | 8           | 14          | 26          | 38          | -12         | Seizièmes de finale |
| 2008      | 1re         | 16e         | 21          | 30          | 3           | 12          | 15          | 24          | 53          | -29         | Seizièmes de finale |
| 2009      | 2e          | 14e         | 50          | 38          | 13          | 11          | 14          | 42          | 43          | -1          | Seizièmes de finale |
| 2010      | 2e          | 12e         | 52          | 38          | 13          | 13          | 12          | 42          | 42          | 0           | Quarts de finale    |
| 2011-2012 | 2e          | 17e         | 54          | 48          | 11          | 21          | 16          | 37          | 39          | -2          | Huitièmes de finale |
| 2011-2012 | 2e          | 17e         | 54          | 48          | 11          | 21          | 16          | 37          | 39          | -2          | Huitièmes de finale |
| 2012-2013 | 3e Est      | 1er         | 62          | 30          | 18          | 8           | 4           | 48          | 27          | +21         | Deuxième tour       |
| 2013-2014 | 2e          | 8e          | 55          | 36          | 15          | 10          | 11          | 40          | 25          | +15         | Demi-finales        |
| 2014-2015 | 2e          | 10e         | 42          | 34          | 11          | 9           | 14          | 40          | 46          | -6          | Seizièmes de finale |
| 2015-2016 | 2e          | 15e         | 45          | 38          | 12          | 9           | 17          | 31          | 46          | -15         | Quatrième tour      |
| 2016-2017 | 2e          | 16e         | 42          | 38          | 9           | 15          | 14          | 27          | 41          | -14         | Quatrième tour      |
| 2017-2018 | 2e          | 18e         | 40          | 38          | 9           | 13          | 16          | 40          | 52          | -12         | Quarts de finale    |
| 2018-2019 | 2e          | 12e         | 47          | 38          | 10          | 17          | 11          | 29          | 28          | +1          | Quatrième tour      |
| 2019-2020 | 2e          | 16e         | 27          | 27          | 6           | 9           | 12          | 28          | 40          | -12         | Huitièmes de finale |

## Personnalités

### Entraîneurs
La liste suivante présente les différents entraîneurs du club depuis 1957 :
- Nikolaï Gorchkov (1957)
- Anatoli Nazarov (1958)
- Anton Iakovlev (1959-1961)
- Grigori Soukhov (1962)
- Aleksandr Kotchetkov (1963-1966)
- Nikolaï Samarine (janvier 1967-mai 1967)
- Aleksandr Kotchetkov (mai 1967-décembre 1968)
- Vladimir Aliakrinski (janvier 1969-avril 1969)
- Aleksandr Kotchetkov (mai 1969)
- Guennadi Melkov (juin 1969)
- Viktor Sokolov (juillet 1969-décembre 1970)
- Guennadi Melkov (1971)
- Guennadi Iourtchenko (1972)
- Lev Bourtchalkine (1973-1976)
- Boris Batanov (1977)
- Igor Andres (1978)
- Piotr Zoubovski (janvier 1979-mai 1980)
- Boris Tatushin (mai 1980-décembre 1980)
- Vitali Koberski (1981-1984)
- Ivan Nikolaïev (1985)
- Guennadi Melkov (janvier 1986-septembre 1987)
- Vitali Koberski (septembre 1987-décembre 1991)
- Lev Bourtchalkine (janvier 1992-juillet 1992)
- Aleksandr Ivtchenko (juillet 1992-décembre 1993)
- Igor Saïenko (janvier 1994-octobre 1994)
- Lev Bourtchalkine (octobre 1994-décembre 1995)
- Ichtvan Seketch (janvier 1996-mai 1996)
- Viktor Loukianov (mai 1996-juillet 1996)
- Boris Kolokolov (juillet 1996-décembre 1996)
- Vitali Koberski (janvier 1997-décembre 1997)
- Andreï Fediakine (décembre 1997-décembre 1999)
- Iouri Kamarian (janvier 2000-août 2000)
- Boris Jouravliov (août 2000-décembre 2000)
- Viktor Loukianov (février 2001-juin 2001)
- Iouri Bolobonkine (juin 2001-juillet 2001)
- Sergueï Chestakov (juillet 2001-janvier 2002)
- Valeri Toltchev (janvier 2002-mai 2002)
- Boris Jouravliov (juillet 2002-juillet 2003)
- Viktor Antikhovitch (août 2003-juin 2004)
- Sergueï Pavlov (juillet 2004-décembre 2007)
- Zoran Vulić (décembre 2007-octobre 2008)
- Semion Altman (octobre 2008-décembre 2008)
- Benjaminas Zelkevičius (janvier 2009-mai 2009)
- Konstantin Iemelianov (mai 2009-juin 2009)
- Francisco Arcos (juin 2009-août 2009)
- Aleksandr Pobegalov (août 2009-novembre 2009)
- Leonid Nazarenko (décembre 2009-mai 2010)
- Francisco Arcos (mai 2010-mai 2011)
- Sergueï Pavlov (mai 2011-mai 2012)
- Konstantin Iemelianov (mai 2012-juin 2013)
- Aleksandr Grigoryan (juin 2013-novembre 2014)
- Aleksandr Ouchakhine (décembre 2014-juin 2015)
- Oleg Veretennikov (juin 2015-novembre 2015)
- Sergueï Perednia (novembre 2015-novembre 2016)
- Konstantin Iemelianov (décembre 2016-mai 2017)
- Aleksandr Ouchakhine (mai 2017-juin 2017)
- Valdas Ivanauskas (juin 2017-juillet 2017)
- Konstantin Iemelianov (juillet 2017-août 2017)
- Zsolt Hornyák (septembre 2017-décembre 2017)
- Aleksandr Grigoryan (décembre 2017-avril 2018)
- Aleksandr Alfiorov (avril 2018-juin 2018)
- Roustem Khouzine (juin 2018-octobre 2019)
- Valeri Petrakov (novembre 2019-mai 2020)

### Joueurs emblématiques
Les joueurs internationaux suivants ont joué pour le club. Ceux ayant évolué en équipe nationale lors de leur passage au Luch sont marqués en gras.
- Manuk Kakosyan (en)
- Ruslan Koryan (en)
- Andrey Movsisyan (en)
- Vitali Bulyga
- Andreï Kovalenko
- Konstantin Kovalenko
- Vitali Lanko (en)
- Kirill Pavliouchek (en)
- Sergueï Shtaniuk
- Gennady Tumilovich
- Dario Damjanović
- Josip Lukačević (en)
- Dragan Stojkić (en)
- Vladimir Voskoboinikov
- Georgi Lomaia
- Jurģis Pučinskis
- Mihails Ziziļevs (en)
- Igor Kralevski
- Srđan Radonjić
- Vladimir Vujović (en)
- George Hummel (en)
- Denys Dedechko (en)
- Andrey Akopyants
- Alekseï Poliakov (en)
- Marek Čech (en)
- Andreï Chichkine (en)
- Anatoli Kanichtchev (en)
- Andreï Kondrachov (en)
- Alan Koussov (en)
- Ramiz Mamedov
- Aleksei Rebko
- Aleksandr Sheshukov
- Wýaçeslaw Krendelew
- Nikolaï Gontar (en)

## Identité du club

### Historique du logo
Le logo actuel arbore le tigre de Sibérie, principal symbole du club. Il affiche également ses couleurs qui sont le jaune et le bleu. Une première version est adoptée en 2005 avant d'être modifiée en 2018 à la suite du changement de nom du club.

Ancien logo
2005-2018
Depuis 2018

### Stade
Lors de ses débuts professionnels en 1958, le club évolue dans un premier temps au stade Avangard. Il emménage par la suite au stade Dinamo en 1961. Il pouvait alors accueillir jusqu'à 20 000 personnes avant que plusieurs rénovations n'abaisse sa capacité à 10 200 places actuellement.
Situé en centre-ville, des plans de démolition du stade sont notamment évoqués à partir de 2017.

### Rivalité avec le SKA Khabarovsk
Le Luch entretient une rivalité régionale avec l'autre grand club de l'Extrême-Orient russe, le SKA-Khabarovsk, dans le cadre du « Derby d'Extrême-Orient » (russe : Дальневосточным дерби). La première confrontation entre les deux a lieu peu après l'entrée du club dans le championnat soviétique le 28 juin 1958. Celle-ci est alors remportée 2-1 par le SKVO Khabarovsk, tandis que le Luch prend sa revanche au mois de septembre suivant avec un succès 3-0.
Les deux équipes se sont principalement rencontrées dans les basses divisions soviétiques et russes, où elles faisaient généralement partie des groupes dédiés à la partie orientale de ces deux pays. Elles se sont aussi croisées régulièrement dans la deuxième division russe où elles sont deux acteurs récurrents. Un total de 99 matchs ont été joués entre les deux clubs, dont 61 durant l'ère soviétique et 38 depuis l'indépendance de la Russie. Le bilan actuel est de 41 victoires pour le SKA contre 32 pour le Luch, les 26 confrontations restantes se sont quant à elles achevées sur des résultats nuls,.